# Древиль, Жан
Жан Древиль (фр. Jean Dréville; 20 сентября 1906, Витри-сюр-Сен, Франция — 5 марта 1997, Валлангужар, Франция) — французский кинорежиссёр, сценарист и кинопродюсер.

## Биография
Жан Древиль родился 20 сентября 1906 в Витри-сюр-Сен (департамент Валь-де-Марн во Франции) в семье Александра и Алисы Древиль. 
С детства интересовался рисованием и фотографией. Став фотографом, работал журналистом в ряде изданий, в частности в "Photo-Ciné", "Cinégraphie" и "Stéréo".
После встречи с Марселем Л'Эрбье Жан Древиль стал его ассистентом на съёмках ленты «Деньги» и дебютировал как режиссёр, сняв документальный фильм-репортаж о съёмках «Денег» — «Вокруг "Денег"». После этого успешного опыта Древиль стал постановщиком ещё ряда короткометражных и документальных фильмов.
В первой половине 1930-х годов Древиль поставил три комедии по сценарию драматурга Роже Фердинанда: «Три процента» (1934), «Человек в золотом» (1934) и «Благие намерения» (1935). После знакомства в 1944 году с Ноэль-Ноэлем Жан Древиль снял его во многих своих фильмах, одна из которых, «Зануды» (1948), была удостоена Приза Луи Деллюка и Гран-при французского кино.
В начале 1960-х годов Жан Древиль поставил несколько биографических лент, в частности «Ла Файетт» (1961) и «Третья молодость» (1965, про Мариуса Петипа).
В 1960 году Древиль стал постановщиком первого совместного французско-советского фильма «Нормандия — Неман» о боевом пути легендарного французского первого истребительного авиаполка «Нормандия-Неман», который во время Второй мировой войны воевал в составе советской первой воздушной армии.
В 1952 году Жан Древиль был членом жюри 5-го Каннского международного кинофестиваля.

## Личная жизнь
В 1952—1997 годах был женат на Веронике Дешам. Дочь — Валери Древиль, актриса.

## Избранная фильмография

### Режиссёр
- 1937 — Мамаша Колибри / Maman Colibri
- 1938 — Белые ночи Санкт-Петербурга / Les nuits blanches de Saint-Pétersbourg (по повести Льва Толстого «Крейцерова соната»)
- 1938 — Игрок в шахматы / Le joueur d'échecs (по роману Анри Дюпюи-Мазуэль)
- 1938 — Дикая бригада / La brigade sauvage (с Марселем Л’Эрбье)
- 1939 — Дядюшка из Нормандии / Son oncle de Normandie
- 1942 — Власть денег / Les affaires sont les affaires
- 1943 — Роквилары / Les Roquevillard
- 1943 — Торнавара / Tornavara
- 1945 — Клетка для соловья / La cage aux rossignols
- 1945 — Ферма повешенного / La ferme du pendu
- 1946 — Посетитель / Le visiteur
- 1947 — Копия верна / Copie conforme
- 1948 — Битва за тяжёлую воду / Kampen om tungtvannet
- 1948 — Зануды / Les casse-pieds (мультфильм)
- 1949 — Возвращение к жизни / Retour à la vie (киноальманах)
- 1952 — Семь смертных грехов / Les sept péchés capitaux
- 1952 — Девушка с кнутом / La fille au fouet
- 1952 — Секрет горного озера / Das Geheimnis vom Bergsee
- 1953 — Бесконечные горизонты / Horizons sans fin
- 1954 — Королева Марго / La Reine Margot
- 1955 — Пересадка в Орли / Escale à Orly
- 1957 — Подозреваемые / Les suspects
- 1958 — Пешком, верхом и на спутнике / À pied, à cheval et en spoutnik!
- 1958 — Красавица и цыган / La belle et le tzigane (с Мартоном Келети)
- 1960 — Нормандия — Неман / Normandie-Niémen
- 1961 — Ла Файетт / La Fayette
- 1965 — Третья молодость / La Nuit des adieux
- 1966 — Спящий часовой / La sentinelle endormie
- 1968 — Приключения на берегах Онтарио / Die Lederstrumpferzählungen (с Пьером Гаспаром-Юи[фр.] и Серджиу Николаеску)
- 1968 — Последний из Могикан / Ultimul Mohican (с Серджиу Николаеску)

### Сценарист
- 1938 — Игрок в шахматы / Le joueur d'échecs (по роману Анри Дюпюи-Мазуэль)
- 1943 — Роквилары / Les Roquevillard
- 1961 — Ла Файетт / La Fayette

### Продюсер
- 1961 — Ла Файетт / La Fayette

## Награды
- 1948 — Приз Луи Деллюка («Зануды»)
- 1948 — Гран-при французского кино («Зануды»)
- 1953 — номинация на Гран-при 6-го Каннского кинофестиваля («Бесконечные горизонты»)
- 1953 — Премия Международной Католической организации в области кино (OCIC) 6-го Каннского кинофестиваля («Бесконечные горизонты»)